# カッパドキア暦

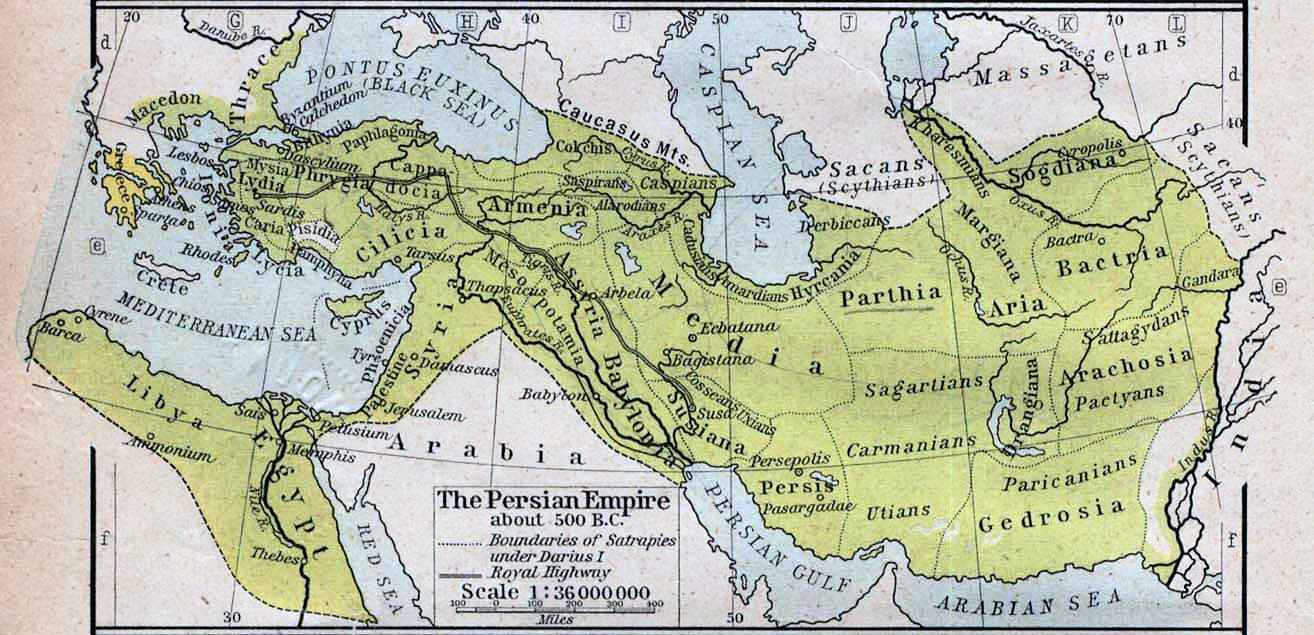
紀元前500年ごろのハカーマニシュ朝の領域（ウィリアム・ロバート・シェパード（1923年）より）

カッパドキア暦 (英語: Cappadocian calendar)は、現在のトルコにあるカッパドキア地方で用いられた、ゾロアスター暦から派生した太陽暦の一種。カッパドキアがハカーマニシュ朝の領土だった紀元前550年から紀元前330年の間に発明され、1年を12か月と5日、1か月を30日（1年＝365日）としていた。カッパドキア暦はゾロアスター暦とほぼ同一の構成で、アヴェスター語による月の名前や順番も変わらない。カッパドキア暦が存在していたことは古代末期のギリシア語文献で確認できるが、この時には既にユリウス暦が施行されていた。

## 概要
カッパドキア暦が、ハカーマニシュ朝支配下のカッパドキア州で発明されたことは明らかである。カッパドキア暦という呼び名は、暦が使われた地域の地名に由来している。暦の紀元については、定説が定まっていない。歴史家のヨーゼフ・マルクアルトは紀元前490年に暦が始まったとしているが、言語学者のジャック・デュシェーヌ＝ギルタンは紀元前490年から紀元前480年の間とする説を唱えている。カッパドキア暦は360日を12か月に割り、そこに5日を加えて1年を365日とした太陽暦である。
カッパドキア暦は、ゾロアスター暦を有用性を保ったまま模倣したものであった。カッパドキアではペルシア人が政治的な中心勢力であり続けたことから、後継のカッパドキア王国などでも長くカッパドキア暦が生き残った。時代の経過や方言の影響により若干の筆記上の相違点は見られるものの、カッパドキア暦の月名はほぼゾロアスター暦と対応している。カッパドキアのペルシア人は西イラン語群に属する古代カッパドキア語を話していたため、アヴェスター語よりも中世ペルシア語の記法に近いという傾向がみられる。ただ、カッパドキアの形式がより古風で、アヴェスター語の形式に近いのも確かである。
カッパドキア暦は、カッパドキアのイラン系人の文化や宗教に長きにわたり影響を与え続けた。イラン学者メアリー・ボイスによれば、カッパドキア暦は、中世ペルシア暦、パルティア暦、ソグド暦、フワーリズム暦、バクトリア暦、古アルメニア暦などと共に、初期ハカーマニシュ朝が「すべてのゾロアスター教徒の属民に共通する時間肇さん」を確立するためにペルシア人がもたらしたものであった。それが時間をかけて現地の言語や方言の影響を受け、独自のものが形成されたのである。とはいえ、これらの暦は本質的にはいずれもほぼ同一である。カッパドキア暦は古代末期のギリシア人天文学者たちの手で受け継がれ、4世紀まではまだ知られていた。

## 月名と特徴
| 月 | 古代カッパドキア語      | 新体アヴェスター語  | 初期中世ペルシア語 | パフラヴィー語 | ペルシア語 |
| -- | ----------------------- | ------------------- | ------------------ | -------------- | ---------- |
| 1  | [Ar]artana              | Fravašinąm          | Fravartīn          | Frawardīn      | Farvardīn  |
| 2  | Artegeste (Artēye<s>tē) | Ašahe vahištahe     | Artvahišt          | Ardwahišt      | Ordībehešt |
| 3  | Aratata                 | Haurvatātō          | Harvatāt           | Xordā̌d         | Ḵordad     |
| 4  | Teiri (Teirei)          | Tištryahe           | Tīr                | Tīr            | Tīr        |
| 5  | Amartata                | Amərətātō           | Amurtāt            | Amurdā̌d        | Mordād     |
| 6  | Sathriore (Xathriorē)   | Khšathrahe vairyehe | Šahrevar           | Šahrewar       | Šahrīvar   |
| 7  | Mithre (Mithpē)         | Mithrahe            | Mihr               | Mihr           | Mehr       |
| 8  | *Apomenapa              | Āpa̧m                | Āpān               | Ābān           | Ābān       |
| 9  | Athra                   | Āthrō               | Atur               | Ādur           | Āḏar       |
| 10 | Dathusa (Dathousa)      | Dathušō             | Dadv               | Day            | Dey        |
| 11 | Osmana                  | Vaŋhə̄uš manaŋhō     | Vahuman            | Wahman         | Bahman     |
| 12 | Sondara (Sondara<mat?>) | Spəntayå ārmatōiš   | Spendārmat         | Spandarmad     | Esfand     |

ボイスや歴史家のフランツ・グレネットによれば、「それぞれの暦の本質的な対応関係の正確さ」が、カッパドキアにおけるゾロアスター教徒がカッパドキア暦を「主要な規格」として受け入れていたことを示している。彼らはアヴェスター語のTištryaをTeiri (Teirei)に書き換えるというような微細な修正をしているが、これは他の多くのゾロアスター教社会に影響を与えた。また本来アパム（水、ここではヴァルナと呼ばれる）に対して捧げられる「第8月の献身」も、アパム・ナパート (水の子)が対象となっている。ボイスとグレネットによれば、「月の献身」という概念は明らかにカッパドキア暦特有のもので、カッパドキアでアナーヒターをヴァルナの上に置くか否かという論争が行われた可能性があるという。またボイスとグレネットは、こうした現象から、ハカーマニシュ朝下で強力な政治体制が敷かれていたにもかかわらず地元のペルシア人聖職者がある程度の小規模な自治権を有していたことがわかる、と述べている。

## ユリウス暦への移行
ハカーマニシュ朝期に成立したカッパドキア暦は、王朝滅亡後も長きにわたり存続していた。しかし古代末期にはすでにユリウス暦への移行が済んでおり、カッパドキア暦は痕跡を残すのみになっていた。歴史家のSacha Sternは、紀元前44年にユリウス暦への移行が行われた可能性があるとしている。カッパドキア暦においては、ユリウス暦での閏日を追加する仕様に、本来5日間の追加日を増やすことで対応した。このような暦の「ユリウス暦化」が実施されたのは、おそらくローマ勢力下の東方では、エジプト暦をも差し置いて初めてのことだった。ローマの影響下で「ユリウス暦化」が行われても、カッパドキアでの新年は従来のペルシア系の暦と同様の時期に設定され、一年を12か月・30日に5日を加える構造が維持されていた。